# Sonda de descens Galileo
La sonda de descens Galileo va ser una sonda d'entrada atmosfèrica transportada per la principal sonda espacial Galileo a Júpiter, on va entrar directament a una zona calenta i va enviar dades del planeta. La sonda de 339 kg va ser fabricada per Hughes Aircraft Company i la seva planta a El Segundo, Califòrnia, amb una mida d'aproximadament 1,3 m. A l'interior de l'escut tèrmic de la sonda, els instruments científics estaven protegits de la calor i la pressió extrema durant el seu viatge d'alta velocitat cap a l'atmosfera joviana, entrant a 47,8 quilòmetres per segon. Va entrar a Júpiter el 7 de desembre de 1995, 22:04 UTC i va deixar de funcionar a les 23:01 UTC, 57,6 minuts més tard.